# Jimmy Cookson
James Cookson, plus connu sous le nom de Jimmy Cookson (né le 6 décembre 1904 à Salford, Grand Manchester et mort en décembre 1970 à Warminster dans le Wiltshire), est un footballeur anglais qui évoluait au poste d'attaquant.

## Palmarès
West Bromwich Albion
| - Championnat d'Angleterre : - Vice-champion : 1930-31. - Championnat d'Angleterre D2 : - Meilleur buteur : 1927-28 (38 buts). |  | - Coupe d'Angleterre (1) : - Vainqueur : 1930-31. - Finaliste : 1934-35. - Community Shield : - Finaliste : 1931. |